# Lo La Chapelle
Eloi Hubert „Lo“ La Chapelle (* 22. Juni 1888 in Bogor, Niederländisch-Indien; † 23. Juli 1966) war ein niederländischer Fußballtorhüter.
Am 21. Dezember 1907 bestritt der hochgewachsene Torwart des damals amtierenden Meisters HVV aus Den Haag als Ersatztorhüter der niederländischen Nationalmannschaft ein Freundschaftsspiel gegen eine Amateur-Auswahl aus England. La Chapelle vertrat in Darlington Stammtorhüter Reinier Beeuwkes. Das Spiel, in dem La Chapelles Mannschaftskameraden erstmals in Oranje antraten, war das achte offizielle Länderspiel der Niederländer. Es ging mit 2:12 verloren, der Engländer Harry Stapley erzielte allein fünf, Vivian Woodward und Arthur Bell jeweils drei Tore; den zwölften Treffer steuerte James Raine bei. Bis heute ist es die höchste Niederlage der Elftal und La Chapelle damit der Torhüter, der in einem Länderspiel der Niederländer die meisten gegnerischen Treffer hinnehmen musste. Im Jahr darauf gehörte er dennoch zum Kader der Niederlande bei den Olympischen Spielen in London, wo die Mannschaft die Bronzemedaille gewann. Das Spiel mit den zwölf Gegentoren blieb jedoch sein einziger Einsatz für sein Heimatland.